# Hladina podpory a rezistence

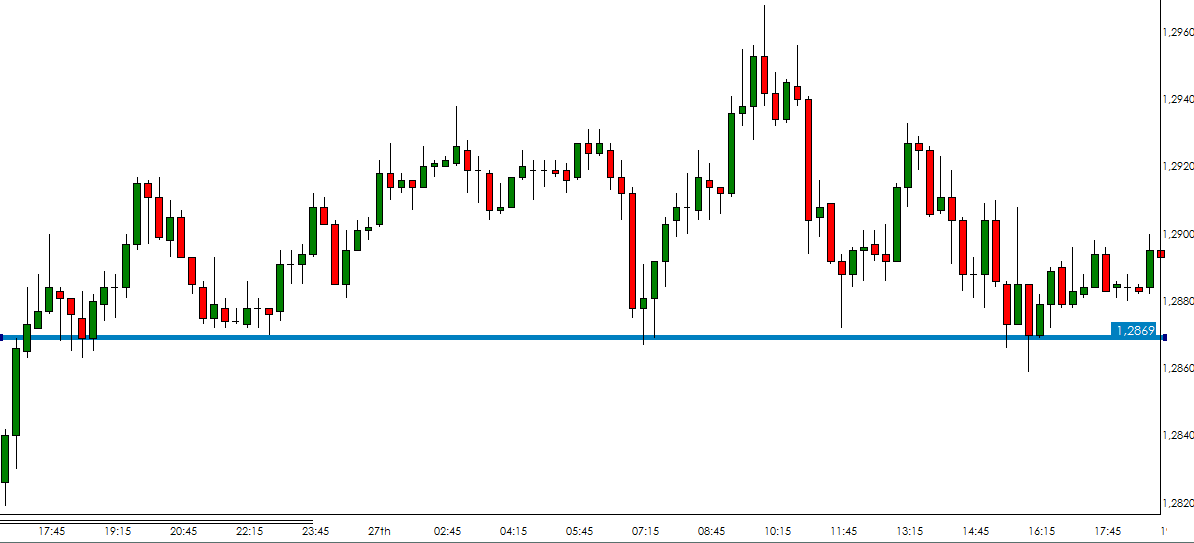
Cena se opakovaně odráží od oblasti podpory okolo hodnoty 1.2869; měnový pár EUR/USD

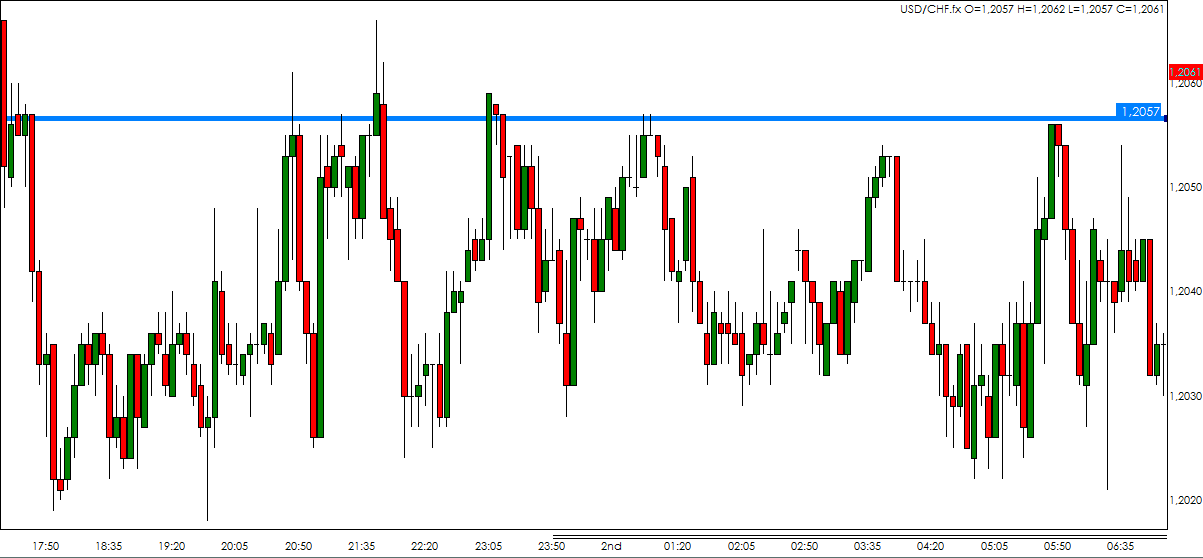
Cena opakovaně naráží na oblast resistence okolo hodnoty 1.2057; měnový pár USD/CHF

Pokud obchodníci opakovaně nakupují určitou komoditu, akcii, derivát či měnový pár za určitou tržní cenu, stává se tato cena hladinou podpory. Pokud obchodníci opakovaně prodávají určitou komoditu, akcii, derivát či měnový pár za určitou tržní cenu, stává se tato cena hladinou resistence.
Hladin podpory a hladin resistencí se využívá v technické analýze trhů, kde se investoři snaží odhadnout budoucí vývoj cen na základě dat z minulosti. V praxi se spíše mluví o oblasti podpory či resistence, protože nebývá možné přesně určit hodnotu podpory či resistence, ale spíše oblast, kde se podpora či resistence vyskytuje. V českých překladech se také často ponechává původní anglický název support line (support area), zkráceně support, či resistance line (resistance area), zkráceně resistance.

## Důvod vzniku hladiny podpory a resistence
Hladina podpory vzniká nejčastěji z toho důvodu, že pokud chtěji velcí institucionální investoři nakoupit např. akcie za určitou cenu, nemohou si dovolit nakoupit celé jimi požadované množství najednou. Tito velcí investoři, nejčastěji banky a hedgeové fondy, totiž nakupují v tak velkém množství, že pokud by provedli všechny své příkazy najednou, pohnuli by cenou ve svůj neprospěch. Kvůli nedostatku likvidity by se jim nepovedlo vyplnit všechny příkazy za danou cenu, mnoho z nich by se realizovalo až za cenu vyšší než zadanou, což by vedlo k menšímu zisku. Namísto toho, aby hnali cenu vzhůru, zadají při dané ceně jen zlomek příkazů, nechají cenu vzrůst a poté počkají, až se tržní cena vrátí na danou hodnotu a opět zadají určité procento příkazů. Mnoho drobných investorů tohoto využívá a snaží se nakupovat ve stejnou chvíli jako velké společnosti, čímž zvětšuje svoji šanci na dosažení zisku. Je však důležité přemýšlet o podpoře spíše jako o oblasti než jako o přesně definované hladině. Nelze přesně očekávat, že velké společnosti vstoupí do obchodů vždy přesně při stejné ceně, lze však určit oblast, ve které se tak pravděpodobně stane.
Hladina resistence vzniká naprosto stejně jako hladina podpory. Pokud chtějí velcí investoři prodat velké množství např. akcií, nemohou tak učinit najednou, protože by tím příliš snížili jejich hodnotu. Pokaždé, když se cena přiblíží jimi požadované ceně, prodají určité procento akcií, čímž krátkodobě sníží jejich hodnotu a poté počkají, až se cena opět zvedne na jimi požadovanou hodnotu.

## Podpora se mění v resistenci a naopak
Oblasti podpory a resistence samozřejmě nejsou trvalé. Po určité době vstoupí velká instituce do všech pozic, do kterých vstoupit zamýšlela, a přestane nakupovat za danou cenu, takže podpora či resistence zmizí. Jelikož ovšem ostatní účastníci trhu nemají dokonalé informace o trhu, nevědí, že tato velká společnost již nebude tlačit cenu nahoru, a tak začnou znovu nakupovat, protože vidí, že v minulosti by takovýto postup vedl k zisku. Bez podpory velkého hráče ovšem cena začne padat, čímž začne aktivovat stop-lossy těch obchodníků, kteří nakoupili při nyní již neexistující hladině podpory, čímž se tento průlom ještě zmasivní. Jelikož ale ne všichni obchodníci používají stop-lossy, někteří z nich budou nyní ve značné ztrátě. Budou nervozní a budou se snažit minimalizovat ztrátu. Pokud se tedy cena přiblíží oblasti, ve které předtím do obchodu vstoupili, budou se snažit obchod rychle uzavřít a eliminovat tak potenciální ztrátu. Jelikož předtím nakoupili, nyní musí prodávat, čímž začne cena aktiva klesat a z dřívější oblasti podpory se tak stane oblast resistence.
Pokud se resistence mění v podporu děje se tak přesně naopak.
V následujícím příkladě se cena několikrát odrazila od hodnoty 96.00, poté ovšem došlo k průlomu a tato cena se stala resistencí:

## Trendové linie
Hladiny podpory a resistence nemusí být vždy vyjádřeny jednotnou cenou - vodorovnou čarou, v případě trendujícího trhu mohou tyto hladiny stoupat či klesat - v tom případě se zakreslují do grafu šikmou čarou.
Trhy jsou obecně považovány za trendující, pokud se po určitou dobu pohybují jedním směrem a vytvářejí série vyšších low a vyšších high - v případě rostoucího trendu - či nižších low a nižších high v případě klesajícího trendu. V tomto případě lze do grafu zakreslit tzv. trendové linie, jimiž se spojí daná trendová low či high. Pokud se například v rostoucím trendu spojí několik posledních low, vznikne trendová linie podpory, která do jisté míry předpovídá budoucí chování ceny. Při trendu lze také často identifikovat tzv. kanály (channels), kdy cena pravidelně osciluje mezi dvěma rovnoběžnými trendovými liniemi podpory a resistence.
I v případě trendových linií platí princip, že podpora se po průlomu často stává resistencí a naopak.
Příklad ukazuje klesající trend v kanálu ohraničeném dvěma klesajícími trendovými liniemi, po čase je resistence prolomena a mění se v podporu:

## Pivot pointy
Dalším příkladem hladin podpor a resistencí jsou tzv. pivot pointy. Jsou to cenové hladiny, od kterých se očekává, že budou sloužit jako oblasti podpory a resistence. Byly původně vytvořeny obchodníky na burze, aby jim pomohly předvídat, kde se během dne mohou vyskytnout oblasti podpory a resistence. Dělí se na několik druhů, takzvané měsíční, týdenní a denní pivot pointy. Ke kalkulaci aktuálních pivot pointů je nutné znát high, low, open a close cenu minulého období, pro které se pivot pointy počítají (dne, týdne, měsíce). Příčinou popularity pivot pointů je to, že již na začátku obchodního dne se s jejich pomocí dá určit, kde se dají očekávat důležité cenové hladiny, patří do kategorie tzv. vedoucích ukazatelů, protože předpovídají budoucí cenu na základě dat z minulosti.
Nejdůležitějším pivot pointem je tzv. centrální pivot, který se vypočítá takto: Centrální pivot = (High+Close+Low)/3
Další pivot pointy se označují buď jako S(očekávané oblasti podpory) či R(očekávané oblasti resistence) a počítají se následovně:
- R3 = High + 2 × (Pivot – Low)
- R2 = Pivot + (R1 – S1)
- R1 = 2 × Pivot – Low
- Centrální pivot = ( High + Close + Low )/3
- S1 = 2 × Pivot – High
- S2 = Pivot – (R1 – S1)
- S3 = Low – 2 × (High – Pivot)

Největší nevýhodou pivotů je, že u trhů, které jsou aktivní 24 hodin denně, např. FOREX je těžké určit začátek obchodního dne a tudíž i open a close cenu předchozího dne. Pro každou obchodní seanci pak mohou být pivot pointy jiné, což snižuje jejich použitelnost.
V následujícím případě zafunguje na měnovém páru USD/CHF pivot point S1 jako podpora a cena se od ní odrazí výše:

## Psychologické hladiny
Dalším typem podpory a resistence jsou psychologické hladiny. Tyto hladiny, většinou se jedná o zaokrouhlená, "pěkná" či z historického hlediska významná čísla, slouží jako přirozené hladiny podpory a resistence. Například u měnových párů je velmi důležitou hladinou parita (kurz 1:1). V případě měnového páru EUR/USD například v první polovině roku 2008 sloužila jako dlouhodobá resistence hodnota 1.6000. Investoři mají často tendenci umisťovat své stop-lossy či své profitní cíle právě na tyto úrovně. Když se například směnný kurz přiblíží paritě, mnoho investorů si bude myslet, že cena již vzrostla dostatečně, ukončí obchod, prodá měnu, tím ji oslabí a tato psychologická hranická tak zafunguje jako resistence.
Zde je příklad psychologické hladiny 1.6000 působící opakovaně jako resistence na měnovém páru EUR/USD: